# روی میگوئل (بازیکن فوتبال، زاده ۱۹۸۴)
روی میگوئل (انگلیسی: Rui Miguel؛ زادهٔ ۳۰ ژانویهٔ ۱۹۸۴) بازیکن فوتبال اهل پرتغال است.
از باشگاه‌هایی که در آن بازی کرده‌است می‌توان به باشگاه فوتبال کیلمارنوک، باشگاه فوتبال آکادمیکا، باشگاه فوتبال موریرنز، باشگاه فوتبال زسکا صوفیه، و باشگاه فوتبال پنافیل اشاره کرد.